# Cefotiam
Cefotiam là một loại kháng sinh cephalosporin thế hệ thứ ba tiêm. Nó có hoạt động phổ rộng chống lại vi khuẩn Gram dương và Gram âm. Là một beta-lactam, hoạt động diệt khuẩn của nó là kết quả của sự ức chế tổng hợp thành tế bào thông qua ái lực với các protein gắn penicillin.
Nó đã được cấp bằng sáng chế vào năm 1973 và được chấp thuận cho sử dụng y tế vào năm 1981.

## Sử dụng trong y tế
Thuốc này được chỉ định điều trị dự phòng nhiễm trùng phẫu thuật, nhiễm trùng hậu phẫu, nhiễm trùng huyết, nhiễm trùng xương khớp, viêm đường mật, viêm túi mật, viêm phúc mạc, viêm tuyến tiền liệt, viêm đường hô hấp, nhiễm trùng đường hô hấp và viêm mô mềm, viêm bàng quang, viêm niệu đạo sinh vật. Nó không có hoạt động chống lại Pseudomonas aeruginosa.

### Liều dùng
Đối với người lớn, liều lên đến 6 gram mỗi ngày bằng đường tiêm tĩnh mạch hoặc tiêm bắp với liều chia theo mức độ nghiêm trọng của nhiễm trùng. Ở những bệnh nhân suy thận có thể cần giảm liều.

### Phổ tính nhạy cảm của vi khuẩn
Cefotiam có phổ hoạt động rộng và đã được sử dụng để điều trị nhiễm trùng do một số vi khuẩn đường ruột và vi khuẩn chịu trách nhiệm gây nhiễm trùng da. Dưới đây đại diện cho dữ liệu nhạy cảm của MIC đối với một số vi khuẩn có ý nghĩa về mặt y tế.
- Bacteroides Fragilis: - 16 -> 128 gg / ml
- Clostridium difficile:> 128 gg / ml
- Staphylococcus aureus: 0,25 - 32 g / ml

## Tác dụng phụ
Các tác dụng phụ bao gồm buồn nôn và ói mửa, tiêu chảy, phản ứng quá mẫn, nhiễm độc thận, co giật, nhiễm độc thần kinh trung ương, rối loạn chức năng gan, rối loạn huyết học, đau tại chỗ tiêm, viêm huyết khối, viêm đại tràng giả, và siêu nhiễm trùng kéo dài.

## Cơ chế hoạt động
Cefotiam ức chế giai đoạn liên kết chéo cuối cùng của sản xuất peptidoglycan, do đó ức chế tổng hợp thành tế bào vi khuẩn. Nó có hoạt tính tương tự hoặc ít hơn với staphylococci và streptococci gram dương, nhưng kháng với một số beta-lactamase được sản xuất bởi vi khuẩn gram âm. Nó hoạt động mạnh hơn chống lại nhiều loài Enterobacteriaceae bao gồm Enterobacter, E. coli, Klebsiella, Salmonella và các loài Proteus dương tính với indole.
Trong sử dụng lâm sàng, nồng độ cao của cefotiam được quan sát thấy ở một số mô (thận, tim, tai, tuyến tiền liệt và đường sinh dục), cũng như trong chất lỏng và dịch tiết (mật, dịch ascitic).